# Савлій (цар скіфів)

Савлій (грец. Σαύλιος) (? — близько/до 515) — скіфський династ середини/другої половини VI ст. до н. е., син Гнура та батько Іданфірса. За Геродотом власноруч убив свого брата — відомого філософа Анахарсіса (Історія, IV, 76).
Можливо припустити, що Савлій помер до/близько 515 р. до н. е., що спричинило певні суперечки серед його синів (Ктесій Кнідський, Персика, XIII, (20)) та було додатковим приводом для персів почати війну зі скіфами.
Етимологія імені:

грец. Σαύλιος < скіф. *Saulya < д. ір. *Saudya — укр. очищений, ритуально чистий.

## Савлій в повідомлені Геродота (Історія, IV, 76)
Проте мені розповів Тімн (2), представник Аріапейта, що Анахарсій із боку батька був дядьком Ідантірса, скіфського царя (3), і сином Гнура, внука Спаргапейта і сина Ліка. Якщо таке було походження Анахарсія то його вбив його брат, бо Ідантірс був сином Савлія, а Савлій був тим, хто вбив Анахарсія.